# Levélállás
A levélállás, levélhelyezkedés vagy ághelyzet (phyllotaxis) a botanikában a növények leveleinek jellemzője.

## Leírások A Pallas nagy lexikonából
A lomblevél, melyet a közéletben csak levélnek szoktunk nevezni, a száron különbözőképpen lehet elosztva, de még ha látszólag rendetlen is, mindenkor törvényszerű az elhelyezkedése. Ez, vagyis a levelek állása mindig megegyezik az ágakéval, mert ezek mindenkor a levelek tövéből nővén ki, tulajdonképpen az ág alkalmazkodik a levelek elhelyezkedéséhez. A levélállás meglepő törvényszerűségét Schimper, Braun Sándor (l. o., 1835) és Bravais L. és A. (1838) állapították meg. A levelek kétféle módon helyezkedhetnek el a szár hosszaságán.
1. Csupán csak egy levél nő ki a szárnak egy magasságából, ez a váltakozó levélállás (folia alterna, váltogató levélállás). Ha a váltakozó levél nagyon sűrű (Linaria vulgaris), a levelek elhelyezkedése szabálytalannak látszik. Ez a sűrű vagy elszórt levélállás (folia sparsa). Ilyen a törpe szár rózsásan összeszorult levele is. Az ágak a tönkrement rügy, csavarodás vagy más ok folytán is sűrűn állhatnak.
2. Két vagy több levél nő ki a törzsnek ugyanabból a magasságából. Ha kettő nő ki, átellenes levélállásnak (folia opposita) mondjuk, mert egymással tökéletesen szemközt van, például a gyöngybogyón.

Épp így váltakozó vagy átellenes az ág is, de a régebbiek alól a levél már lehullott vagy a forradás helye is elmosódott. Az átellenes levélállásnak vagy ághelyzetnek gyakoribb esete az, midőn két-két pár ág vagy levél egymással keresztben váltakozik. Ez a keresztes levélállás vagy keresztesen avagy keresztben átellenes levélállás, például az orgonafán. Ha három vagy több levél vagy ág nő ki egy magasságból, a levélállást örvesnek, csillagosnak vagy sugarasnak mondjuk (folia verticillata, rami verticillati). Az aspirális állás végre olyan, melynek oldaltagjai mind egy oldalon vannak, vagy ha nem egy oldalon lennének is, lehetetlen a felfüggesztés pontjait spirálissal vagy körrel összekötni.
Bárminő bonyolódott vagy rendetlennek lássuk is a levelek elhelyezkedését, törvényszerűségét mindenkor, ha nehezen is, kipuhatolhatjuk. E végből kiindulónak váltakozó helyzetkor megjegyzünk egy levelet, innen a következő levél felé haladunk és érintünk minden következő levelet addig, amíg a megjegyzett levélnek éppen a fölötte levőjéhez nem jutottunk. Ezen utunk a következő, éppen fölötte álló levélig spirális irány volt a szár körül és alapspirálisnak mondjuk. Ekkor azt is tapasztaljuk, hogy a szár perifériájának darabja, melyet a spirálissal az egyik levéltől a következőig megkerültünk, ugyanazon fajú növénynek kész levelei között egyenlő hosszúságú. Ezt az ívdarabot elhajlásnak vagy divergensnek mondjuk. A spirális útját egyik levéltől az éppen fölötte levő legközelebbi levélig levélfordulatnak vagy levélciklusnak nevezzük s az egy levélfordulatban levő levelek száma és iránya, vagyis a levelek elhelyezkedése ilyen ciklusokban a száron mindig ugyanaz. A levélciklus leveleinek számát törtszámmal jelöljük, még pedig az egy fordulatba eső levelek számát nevezőnek, azt a számot pedig, ahányszor a spirális a szárat egy ciklusban megkerülte, amíg a fölötte függőlegesen álló legelsőhöz jutott, számlálónak tekintjük. Így p. a körtefa, tölgyfa, nyárfa és diófa levelei 2/5 állásúak, azaz míg a spirális a szárat kétszer megkerülte, öt levelet érintett. Az útilapué 3/8. Az itt rejlő törvényeket nem mindenkor könnyű felismerni. A spirális elrendezés gyakran fölismerhetetlen, ha a levelek a kurtán maradt hajtáson bokrosan csoportosulnak (folia fasciculata, például a rozmaringfenyőn).
A levélállást jellemző számok a Fibonacci-számokhoz köthetők.

## Fibonacci-fillotaxis
A Fibonacci-szerkezetnek kétféle megjelenési formája van: a fillotaxis (a levélállás) és a tömött növényi rácsok ekvigranuláris mozaikja. A növényrendszertani könyvek tömören így szólnak a fillotaxisról: gyakori az 1/2-es, 1/3-os, 2/5-ös és 3/8-ados levélállás (4. ábra). Éles szemmel még 5/13-os is felfedezhető (ökörfarkkóró). De jobban megfigyelve az ilyen levélállású növényeket észrevehetjük, hogy a mondott levélállások is finoman eltekerednek a szármenti függőlegeshez (meridiánhoz) képest. A termések magvainak, pikkelyeinek; a virágzatok kis elemi virágjainak két, egymással szemben futó spirál család szerinti elhelyezkedése sokkal szembetűnőbb a levélállásnál. A legszebben a fenyőtoboz (5+8), ananász (8+13), karfiol (5+8), búza és más kalászosok (1+1) és a napraforgó (21+34, vagy 34+55, vagy 55+89, vagy 89+144) mutatja ezeket az elrendezéseket, de más fészkes virágzatokon, sőt az ernyős murokon (5+8) is, a kőrózsaféléken és kaktuszokon, pálmák törzsén és még sok helyütt gyönyörűen megvalósul.

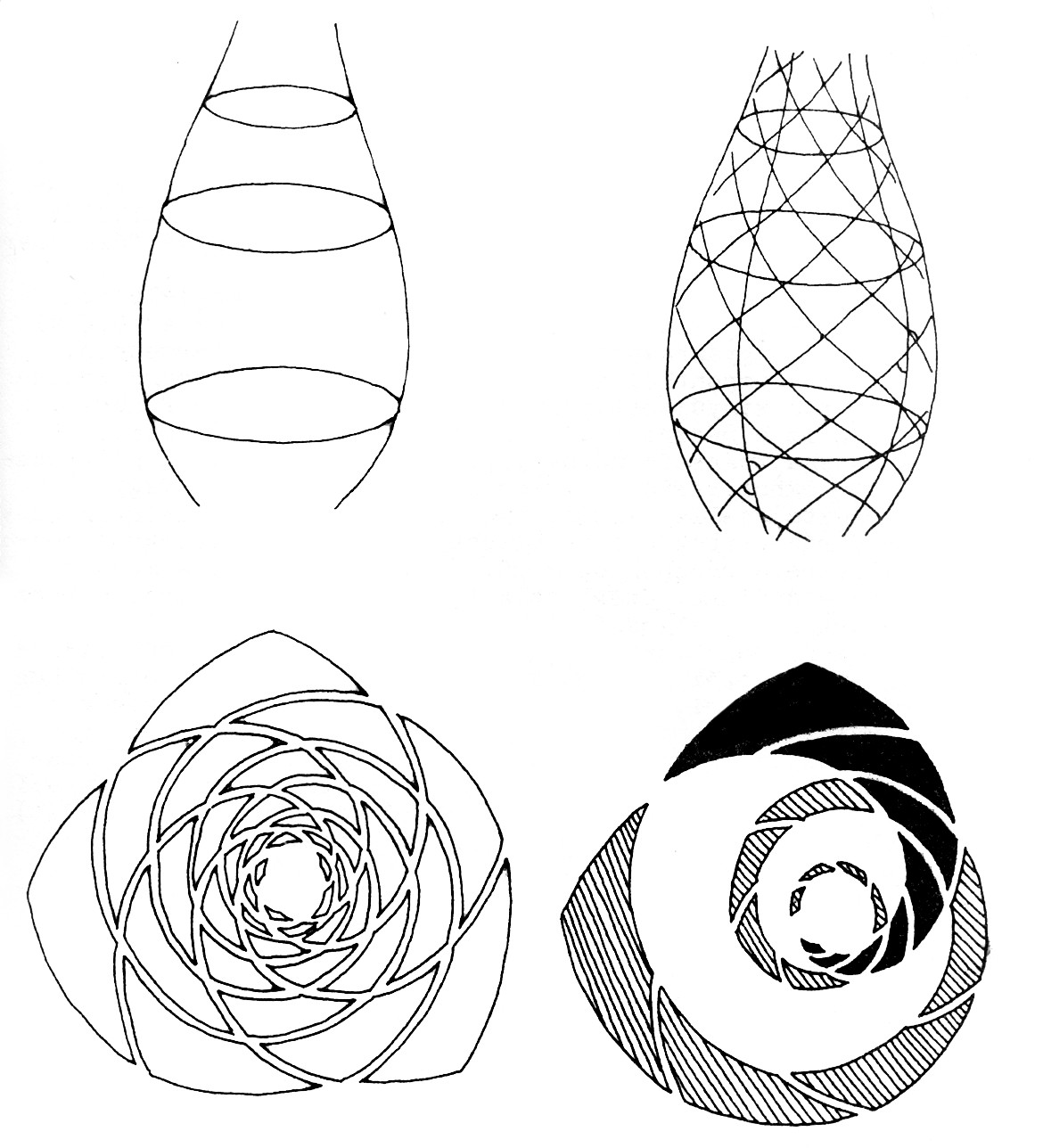
Fibonacci-spirálok transzformációja

A termések és a fillotaxis spiráljai első gondolatra és ránézésre is csak a Fibonacci-számok kitüntetett szerepében hasonlítanak. Sok növényt alaposan megfigyelve kiderült (Bérczi, 1976), hogy a kétféle megjelenés lényegében azonos elrendezési szabálynak engedelmeskedik. A növények szárán a nagy transzláció eltorzítja, sőt elrejti ezt. A torzulást az okozza, hogy a mégoly hosszú száron is a nagy transzláció miatt csak néhány periódus fér el. Így a periódus elcsavarodását ami csak nagyon kis mértékű, a nagyon hosszú szárú, szép levélállású fajoktól eltekintve nem, vagy csak nagyon gondos megfigyeléssel lehet észrevenni. A kétféle megjelenési formát a modellépítés előtt közös alapvonásokkal rendelkező szerkezetűvé kell alakítani.

## Fibonacci-levélállások transzformációja
Készítsünk összehasonlításra alkalmas Fibonacci-szerkezeteket transzformációkkal a természetben előforduló formákból. A közös vonás minden Fibonacci-növényi formában a hengeres szimmetria. Ezért a különféle nyúltságú és kerekségű növényi szervekből (ernyők, torzsák, tobozok é tányéros-összetett virágzatok) hengerfelszíni, de egységesen négyzet alakú mozaik-elemeket (=”sejteket”) tartalmazó mozaikrácsokat alakítunk ki. (Mivel ezek a transzformációk a rácstermészetet nem változtatják, vagyis a ”sejtek” szomszédsági viszonyai változatlanok maradnak, a végrehajtott transzformációkat topológiai transzformációknak nevezzük.) Magát az egységes sejtalakra hozás műveletét pedig normálásnak hívhatjuk.
Az ilyen típusú transzformációk közül a legfontosabb a Dirichlet-Voronoj-cella képzés. Ezzel a fillotaxis rácspontjait transzformálhatjuk cellarácsba. A művelet egyszerű: a cellákat a rácspontok közé húzott szakaszfelező merőlegesekkel hozzuk létre. Az így létrejött hatszöges vagy négyszöges cellákat egy második lépéssel alakítjuk át négyzetekké.

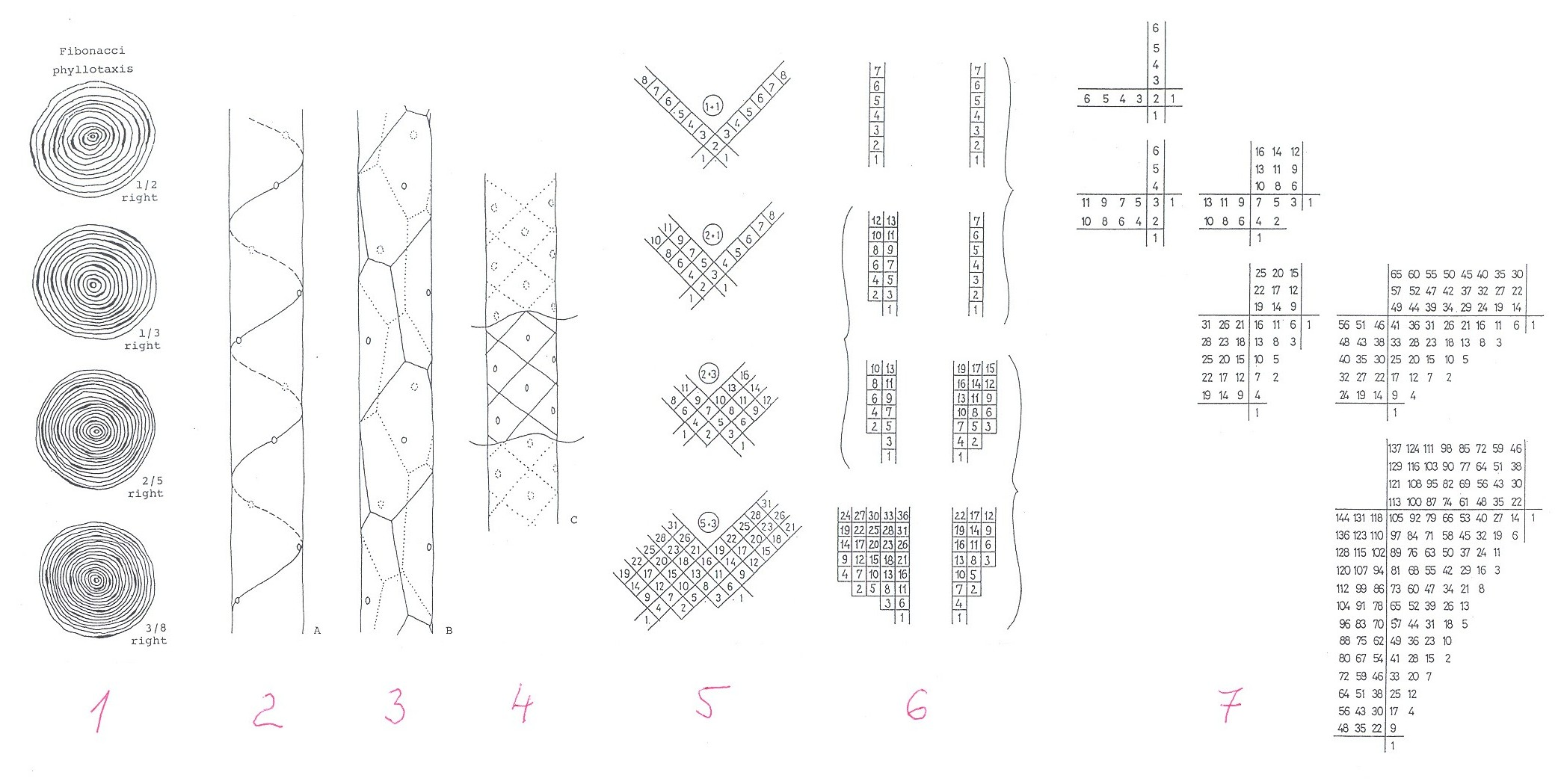
Fibonacci-spirálok transzformációjának lépései: 1) Levélállások (felülnézetben), 2) Egy levélállás oldalnézetben, 3) Dirichlet-Voronoj-transzformáció cellát rendel a kiágazási pont köré, 4) Tengelyirányú összenyomás után négyzetrácsos cellék, 5) Lehámozott és párbaállított szalagrácsok, 6) Kettéválasztott szalagrács-párok, a művelet fölismerése, 7) Az 5-ös oszlopban fölsorolt rácsok elrendezése a művelet szerint: kiindulás a tükörszimmetrikus alapeset (pl. a búzakalászé).

Végeredményül kapjuk a négyzetrácsos hengerfelszínek alakjára normált Fibonacci szerkezetek sorozatát. Ezeket a Fibonacci számok növekedésével sorbarendezve (csak a jobbra tekeredő típusokkal dolgozunk most) előállt modellünk nyersanyaga "letisztított" formában. Mondhatjuk azt is, a sejtautomata modell készítésének igényét megfogalmazva, hogy előttünk áll a – sejtautomaták nyelvén - globális átmeneti függvény. Ez a sorozat ugyanis éppen azt a fejlődési sort tartalmazza, amelyet sejtautomata modell értelmez. Egy művelet segítségével, a rész-szalag eltolási művelettel, majd éppen ez a globális átmeneti függvény sorozat fejlődik ki. Miből? A kezdeti feltételnek tekintett, tovább már nem egyszerűsíthető (irreducibilis) legegyszerűbből. A sorozat élére ugyanis csak a búzakalász szerkezetéből kapott 1+1-es szalagpár kerülhet. Ez éppen az az egyetlen alakzat a sorozatban, amely tükörszimmetriával rendelkezik.

## A Fibonacci-fillotaxis egyfajta modellezése
Gyűjtsük össze az összes olyan normált Fibonacci-rácsot, amely 8, vagy ennél kisebb Fibonacci-számmal jellemezhető. Ezeket fogjuk fölhasználni a modellépítésben, a művelet-kiolvasásban. A normálás során rácsrendben elhelyezkedő ismétlődő elemeiket négyzet-cellákba transzformáltuk, megszámoztuk a száron elfoglalt magasságuk szerint őket. Fölhasítottuk a normált hengerfelületi mozaikrácsokat egy-egy jobbra illetve balra föltekeredő sávszél mentén és kiterítettük a síkra az így kapott szalagokat. Válasszuk most szét a jobbra illetve a balra futó (így tehát ugyanazt a rácsot kétféle módon jellemző) szalagokat és a növények emelkedő Fibonacci száma szerint rendezzük el egymás alá őket (a jobbra 1/2,1/3, 2/5, 3/8... stb. fillotaxisú növényekről transzformált rácsok szalagjai vannak föltüntetve). Így az oszlopok az egységnyi szélességű - az 1+1-es rácstípusú növényekről lehámozott-szalagokkal kezdődnek és váltakozva szélesednek hol a jobb, hol pedig a bal irányú szalagon.

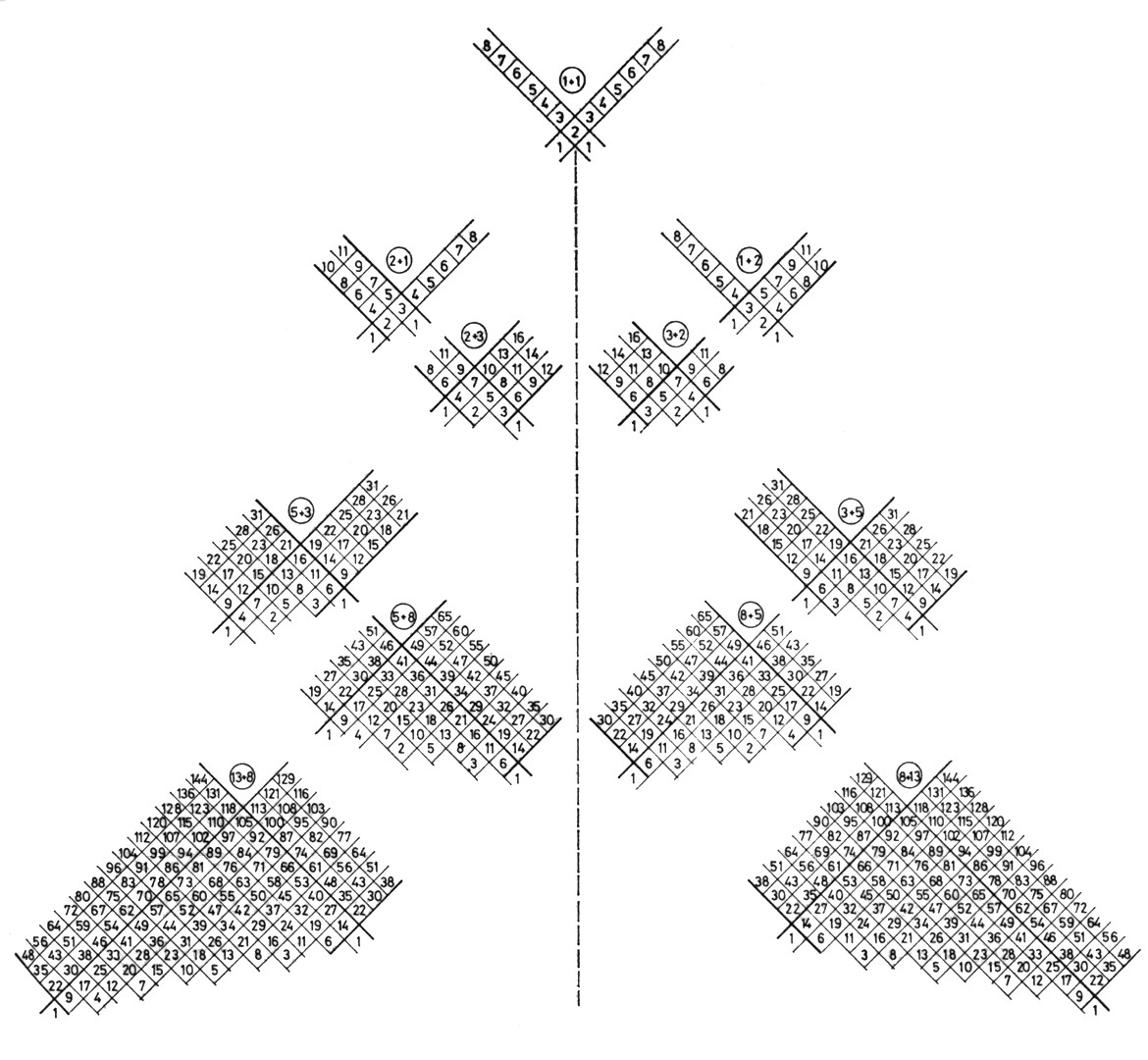
Fibonacci-spirálok transzformációja

Hasonlítsuk össze bármely két, egymás fölé eső azonos szélességű szalagot. Azt találjuk, hogy rész-szalagjaik a rajtuk lévő mozaikelemek szomszédságában különböznek egymástól. E szomszédság eltérés rész-szalagonként egyöntetű, így a törvényszerűség globálisan, a rész-szalagokra fogalmazható meg: a rész-szalagok a jobbra látható ábrán lejjebb elhelyezkedő esetben egy cellaegységnyit el vannak csúszva az egyik irányban (minden rész-szalag azonos irányban), a fölső, azonos szélességű eset rész-szalagjainak helyzetéhez viszonyítva. (Az összehasonlítandó kettősöket a széles, 7-oszlopos ábrán a 6. oszlopban zárójellel összekapcsoltuk.) A bemutatott elrendeződés-különbségekből rekonstruálhatunk egy olyan műveletet, amely egyesíti és leszármaztatja az összes Fibonacci-növényi szerkezetet. E művelet a rész-szalag eltolási (elcsúsztatási) művelet, amelyet váltakozva kell alkalmazni a kétféle rácsirányban. A műveletnek a legegyszerűbb esetnél kell elkezdődnie, vagyis az 1+1 sáv-elrendeződésnél, amely a búzakalász jól ismert rácsszerkezete. Az irány szerint váltakozva elvégzett egymás utáni lépésekben azután a rész-szalag elcsúsztatási művelet leszármaztatja (fölépíti) a magasabb Fibonacci-számú eseteket).
A tükörszimmetrikus legegyszerűbb 1+1-es rácstípus egyedüliségével sugallja önmagát, mint kezdeti feltételt a generátor művelettel történő szerkezetleíráshoz. Az ilyen típusú leírással a klasszikus mechanika módszerét alkalmaztuk: a kezdeti feltétel és a mozgásegyenlet (amely most diszkrét lépésekkel haladó művelet) ír le minden, a modellbe épített változást.
A Fibonacci-növények a Fibonacci-rácsok így leírt deformációs fejlődésének fajuk esetében a lezáró, utolsó állomását képviselik. Fibonacci-számokkal jellemezhető szerkezetük azonban másféleképpen is közvetlen kapcsolatban van a tükörszimmetrikus kezdeti feltétellel. Az első részszalag eltolási műveletnél a kiindulási rács tükörszimmetriája megsérül. Jobbra vagy balra indítva a rész-szalag eltolási műveletet a Fibonacci-növények két, enantiomorf rácsú változata jön létre. Maróti I. (1980.) megmérte egy Szeged környéki napraforgó táblán a Helianthus Maximus balos és jobbos enantiomorf változatainak a számát és azt találta, hogy e szám a kétféle változatra megegyezik. Egy populációban a kétféle enantiomorf változat kifejlődése akkor lehetséges egyenlő számban ha az egyedek tükörszimmetrikus kezdeti feltételekkel indulnak fejlődésükben és véletlenszerűen dől el az, hogy melyik formálódik jobbos és melyik balos enantiomorf változattá.